# LMBT-konzervativizmus
AZ LMBT konzervativizmus olyan társadalmi-politikai mozgalom, amely támogatja és kiáll a konzervatív értékek mellett, azt az LMBT-közösség értelmezésén keresztül.
A konzervatív melegek (gay conservatives) azok a meleg férfiak és leszbikus nők, akik konzervatív értékrenddel rendelkeznek.
Az LMBT-közösségen belüli nyílt érvelés a konzervativizmus mellett, az 1970-es években megszületett modern LMBT polgárjogi mozgalmak megszületésével kezdett egyre szélesebb körben megjelenni. Az LMBT konzervativizmus nem jelent meg más olyan országokban, ahol a társadalmi értelemben konzervatív politikusok ellenzik az LMBT jogokat. AZ LMBT konzervativizmus ideológiája és helyzete az adott ország LMBT-közösségének társadalmi és politikai megítélésén múlik.

## Történelem

### Stonewalli lázadás előtt
- 1852: João Carlos de Saldanha Oliveira e Daun miniszterelnök, Saldanha hercege, legalizálta Portugáliában az azonos neműek közötti nemi érintkezést.
- 1871: Otto von Bismarck az Északnémet Szövetség kancellárja által elfogadott 175-ös paragrafust - amely a homoszexuális férfiak közti nemi érintkezést büntette - kiterjesztette a Német Birodalom területén, a törvény eredeti a volt porosz büntetőtörvénykezésben szerepelt.
- 1887: Miguel Juárez Celman Argentína elnöke legalizálta Argentína területén az azonos neműek közti nemi érintkezést.
- 1954. februárjában Winston Churchill brit miniszterelnök egy kormányülésen nyíltan kimondta, hogy a Konzervatív Párt nem hajlandó eleget tenni annak, hogy a meleg férfiak számára enyhe törvénykezést szabjanak. Azt javasolta, hogy korlátozzák a sajtóban a homoszexuálisokkal szembeni elítélést és javaslatot tett arra, hogy azt a homoszexuálist, akit a rendőrség tetten ér, annak orvosi kezelést kell felajánlani.[3]
- 1965: Artur Gore, Arran grófja és a Konzervatív Párt egyik törvényhozója, a Lordok Házában benyújtott egy törvényjavaslatot, amellyel legalizálnák a homoszexualitást Anglia és Wales területén. A törvény jóváhagyásáig számos idősebb főnemes olyan rendelkezéseket fogadott el, amely szigorúbban érintette a meleg férfiak életét. Az úgynevezett "homoszexuális cselekedet", nem tekintették magánjellegűnek, ha "egyszerre kettőnél több személy érintkezett szexuálisan vagy jelen voltak" vagy ha ez egy közfürdőben történt meg. A törvényt az év júliusában elfogadta a Lordok Háza és a Képviselőház is, amit Humphry Berkeley konzervatív képviselő is elfogadott, róla köztudott volt a képviselők közt, hogy meleg volt.[4]
- 1967: Megszavazták Anglia és Wales területén a homoszexualitás dekriminalizálását, amit csak néhány konzervatív politikus hagyott jóvá, többek közt Margaret Thatcher későbbi brit miniszterelnök.[5]
- 1969. június 25.: Az NSZK-ban nem sokkal a Kurt Georg Kiesinger kancellár által vezetett kereszténydemokrata és szociáldemokrata nagy koalíciós kormány vége előtt, a 175-ös paragrafust eltörölték, a törvényből azonban továbbra is megmaradt a beleegyezési korhatár 21 évnek és a homoszexuális prostitúciót büntették továbbra is.

### Stonewalli lázadás után

#### Az LMBT konzervativizmus megjelenése
- 1975: Egyesült Királyságban megalakul CGHE (Homoszexuális Egyenlőség Konzervatív Csoportja) nevű szervezet, amely a világ első LMBT konzervatív szervezete volt.
- 1980: Skóciában legalizálták a homoszexualitás nemi érintkezést, az Első Thatcher-kormány elfogadott törvénymódosítás értelmében.

## Szervezetek nevei és őket működtető pártok
- Abe Lincoln Black Republican Caucus – Republikánus Párt  (USA)
- Gay Conservatives of Color – Republikánus Párt (USA)
- Gay Liberals –  Ausztrália Liberális Pártja / Ausztrália Nemzeti Pártja (Ausztrália)
- GayLib –  A Republikánusok/Unió egy Népi Mozgalomért (Franciaország)
- GaySVP – Svájci Néppárt  (Svájc)
- GOProud – Republikánus Párt (Amerikai Egyesült Államok)
- Homoszexuálisok az AfD-ben – Alternatíva Németországért (Németország)
- Kasary - Nemzeti Szívárvány Koalíció – Nemzeti Koalíció Pártja (Finnország)
- Meleg Néppárti Platform – Néppárt (Spanyolország)
- LGBTory –  Kanadai Konzervatív Párt/Ontarioi Konzervatív Progresszív Párt (Kanada)
- LGBTory –  Konzervatív Párt (Egyesült Királyság)
- LGBTQ* in UKIP –  Az Egyesült Királyság Függetlenségi Pártja (Egyesült Királyság)
- Log Cabin Republicans – Republikánus Párt (USA)
- LSU – Leszbikusok és Melegek az Unióban – Kereszténydemokrata Unió / Bajor Keresztényszociális Unió (Németország)
- Open Moderates –  Mérsékelt Párt (Svédország)
- PP Diversidade - Brazil Progresszív Párt (Brazília)
- Pride in the Likud – Likud (Izrael)
- PRTB Total - Brazil Munkásforradalmi Párt (Brazil)
- Republican Unity Coalition – Republikánus Párt (Amerikai Egyesült Államok)
- Tory Campaign for Homosexual Equality  –  Konzervatív Párt (Egyesült Királyság)

## LMBT konzervativizmus országonként

### Belgium
Belgiumban a jobbközép, konzervatív liberális és szeparatista Új Flamand Szövetség támogatja az azonos neműek házasságát, míg a Flamand Érdek nevű szélsőjobboldali párt nem.

### Egyesült Királyság
Egy 2015-ös felmérés szerint, amit a Pinknews készített, a brit LMBT-közösség 26%-a támogatja a Konzervatív Pártot, amely a 2010-es választásokhoz képest 5%-os növekedést jelentett, 26%-uk a Munkáspártot, 21% a Liberális Demokratákat. Az LMBT-közösség 20% támogatta az angliai, walesi, északír és skót Zöld Pártokat. A cikk szerint 2015 volt az első olyan év, amikor a Konzervatívok támogatottsága elérte a Munkáspártiak támogatottságát.
Az első konzervatív LMBT szervezet a CGHE (Konzervatív Csoport a Homoszexuális Egyenlőségért) volt, ezt a szervezetet 1991-ben átszervezték és létrejött a TORCHE (Toryk Kampánya a Homoszexuális Egyenlőségért) névre. A párt másik szervezete az LGBTory, amely aktívan szervezi az LMBT büszkeség napi felvonulásokat a szigetországban: Londonban, Glasgowban, Leedsben, Brightonban, Doncasterben, Manchesterben tartott büszkeség napi felvonulásokat.
A párt kampányt indított a homoszexuálisok véradásának lehetőségért illetve a házassági egyenlőségért.
Az Egyesült Királyság Függetlenségi Pártja is létrehozta LMBT jogi szervezetét 2012-ben az LGBTQ in UKIP néven, amivel aktív kampányt folytatnak a közösségi média oldalakon. 2016-ban Peter Whittle a párt nyíltan meleg képviselője bejutott a Londoni Közgyűlésbe.

### Franciaország
Az ország egyik legjelentősebb közvéleménykutató cégének az IFOP 2013-as felmérése alapján megfigyelhető, hogy a francia LMBT emberek közt - úgy ahogy a francia nép többsége esetében is - jelentős radikalizálódás és a politikai életből való kiábrándulás zajlik. A baloldali pártok nem tudtak tőkét kovácsolni a 2013-ban megszavazott és életbe léptetett azonos neműek házasságával. Franciaországban az LMBT-közösség elfogadottságának növekedésével, így kevésbé vannak rákényszerülve, hogy pártok mögé sorakozzanak fel.
A francia Szocialista Pártot a biszexuálisak 21%-a támogatta 2012-ben, míg 2013-ban 16%-uk támogatta. A francia LMBT-közösség 50%-a támogatta a baloldali pártokat 2011-ben, 2012-ben 44%-uk és 2013-ban már 36%-uk támogatta csak őket.
Ezzel szemben a jobbközép pártok támogatottsága a nem-heteroszexuális lakosság körében 2011 és 2013 között 15-ről 22%-ra emelkedett. Annak ellenére, hogy a 2013-ban életbe lépett azonos neműek házasságát lehetővé tevő törvényt ellenezték, az Unió egy Népi Mozgalomért támogatottsága az LMBT-közösségen belül nem csökkent jelentős mértékben 2012-ben 16%, 2013-ban 14 százalékos volt a támogatottságuk. Néhány politikusuk mint Rama Yade aki a párt tagja volt 2012-ig és 2007-2009 között Nicolas Sárközy elnöksége alatt külügyi és emberjogi államtitkár volt; Jean-Louis Borloo energiaügyi és fenntartható fejlődésért felelős miniszter nem ellenezték az azonos neműek házasságát.
A Nemzeti Frontot az LMBT-közösség 15%-a támogatja és támogatottsága 2012 és 2013 között 5%-kal növekedett. Az LMBT-közösség körében való növekvő népszerűségük oka a választóik összetételében keresendő, melyben több férfi, városi és fiatalabb szavazók vannak mint az átlagnépességben. A párizsi LMBT-közösség 26%-a támogatja a Nemzeti Frontot,míg a heteroszexuálisaknak csak 16%-a támogatja őket. A Nemzeti Front iszlámellenes és az iszlamizálódás ellen emeli fel szavát, amivel az LMBT-közösséget is védelmezné, hiszen álláspontjuk szerint ez a vallás veszélyt jelent a szabadságukra és életükre.

### Hollandia
Az első konzervatív, szélsőjobboldalinak tartott politikus, aki felvállalta homoszexualitását Pim Fortuyn volt, aki politikai karrierjét a Holland Munkáspártban kezdte, majd az 1990-es években a liberális Szabadság és Demokrácia Néppártja tagja volt. Az iszlámmal szemben kritikus volt és az iszlámot egy "maradi kultúrának" nevezte és hozzátette, ha lenne rá lehetőség lezárná Hollandia határait az iszlám bevándorlók előtt. Ezen kijelentései miatt szélsőjobboldalinak bélyegezték meg, holott ő saját maga távolságot tartott és egyértelműen elhatárolódott olyan európai szélsőjobboldali politikusoktól, mint Jörg Haider, Jean-Marie Le Pen és a belga Filip Dewintertől. Pim Fortuynt 2002-ben ölte meg a választási kampány során Volkert van der Graaf állatvédelmi aktivista.
A holland szélsőjobboldal jellemzően támogatja az azonos neműek házasságát, a Szabadságpárt és annak vezetője Geert Wilders nyíltan kiáll az LMBT-közösség jogaiért és azt az iszlámtól kell védelmezni, mert az iszlám veszélyt jelent az életükre és szabadságukra.

### Írország
A jobbközép, konzervatív Fine Gael párt és az ő színeiben levő miniszterelnök Enda Kenny 2015-ben az azonos neműek házasságát támogatta az erről szoló népszavazási kampányban. A népszavazási kampányban az azonos neműek házasságát támogatta a Fine Gael mellett Sinn Féin, Ír Szocialisták, Zöldek, Ír Munkáspárt és a Republikánusok.  A népszavazáson az igenek győztek így Írország vált a világ első olyan országgá, amely népszavazás útján iktatta törvénybe az azonos neműek házasságát, több szakértő ezt jelentős előrelépésnek tartja egy olyan országban, ahol 1993-ig a homoszexualitás büntetendő volt. 2017-ben a Fine Gael jelöltje Leo Varadkar lett az ország miniszterelnöke, aki nyíltan meleg és bevándorló.

### Izrael
Az első jobboldali, konzervatív politikus, aki felvállalta homoszexualitását Amir Ohana volt 2015-ben, a jobboldali, cionista Likud párt képviselője, aki egyben a Kneszet első nyíltan meleg képviselője. Részt vett a 2015-ös tel-avivi melegfelvonuláson, ami miatt több halálos fenyegetést is kapott. 2015-ben ő volt az egyik megalapítója a Ga'ava BaLikud (Likud Büszkeség) nevű melegjogi szervezetnek.

### Kanada
A Konzervatív Párt 2015-ben alapította meg az LGBTory nevű meleg szervezetét. Ezt tette a helyi kanadai konzervatív kis pártok is.

### Olaszország
A Gay Lib nevű melegjogi szervezetet 1997-ben alapította Enrico Oilari, aki előbb az Olasz Szociális Mozgalom és később a Jövő és Szabadság Olaszországért Trentoi képviselője lett.
2016-ban Alessandro Santini a Forza Italia Lucca megyei képviselője felvállalta homoszexualitását, magát melegként, katolikusként és monarchistaként jellemezte. A párt a 2016-os bejegyzett élettársi kapcsolatot bevezető Cirinná-törvényt ellenezte.

### Svédország
A jobbközép Mérsékelt Párt 1970-ben hozta létre és működteti a Nyitott Mérsékeltek nevű LMBT-jogi szervezetét, 2007-ben a szervezet a párt kongresszusára írt javaslatot az azonos neműek házasságának bevezetéséről, amit a Mérsékelt Párt nagy többséggel elfogadott. Az azonos neműek házasságának bevezetését egyedül a Svéd Kereszténydemokrata Párt utasította el, a kereszténydemokraták ifjúsági szervezetének 2004-2005 közötti vezetője Erik Slottner nyíltan meleg volt, később a párt liberális szárnyának része.
A szélsőjobboldali Svéd Demokraták annak ellenére, hogy gyakran beszéltek "homoszexuális lobbiról", Jimmie Åkesson pártelnök ezen kijelentések miatt utóbb elnézést kért és egy interjúban kiemelte, hogy "elég sokan keresnek minket az LMBT-közösségből, amely azt mutatja, hogy élénk érdeklődésük van a pártunk fele". A párt elnöke azt is elismerte, hogy a Svéd Demokraták párttagok közt is vannak melegek. Szerintük "nem a legjobb a vallást a törvényhozás alapjaként meghatározni az LMBT-közösség jogait".